# Wittedrif
Wittedrif è un centro abitato sudafricano situato nella municipalità distrettuale di Eden nella provincia del Capo Occidentale.

## Geografia fisica
Il piccolo centro abitato sorge a circa 6 chilometri a nord-ovest della città Plettenbergbaai.